# Gregory Cajete
Dr. Gregory Cajete, Ph.D. (Santa Clara Pueblo, 23 de Setembro de 1952) é professor de Estudos Nativos Americanos e Linguagem, Alfabetização e Estudos Socioculturais na Universidade do Novo México.

## Carreira
Atualmente é diretor do programa de Estudos Nativos Americanos e professor associado de educação na Universidade do Novo México em Albuquerque . Ele foi um estudioso de Humanidades do Novo México em etnobotânica e é membro da Comissão de Artes do Novo México. 
Por 21 anos, ele ensinou no Instituto de Artes Indígenas Americanas em Santa Fé.

## Educação
Cajete é bacharel em biologia e sociologia pela New Mexico Highlands University, com especialização em ensino médio. Seu mestrado é da Universidade do Novo México, e seu doutorado é do International College, Los Angeles 's New Philosophy Program. Seu doutorado em filosofia é em Educação em Ciências Sociais com ênfase em Estudos Nativos Americanos.